# F.C. De Kampioenen seizoen 19
Reeks 19 van F.C. De Kampioenen werd voor de eerste keer uitgezonden tussen 13 december 2008 en 7 maart 2009. De reeks telt 13 afleveringen. Aan het begin van de reeks was er een nieuwe generiek.

## Overzicht
| Nr. serie | Nr. reeks | Titel van aflevering         | Scenarist(en)      | Uitzenddatum     |  |
| --- | --------- | ---------------------------- | ------------------ | ---------------- |  |
| 235 | 1         | Big in Japan                 | Bart Cooreman      | 13 december 2008 |  |
| Billie is de hele reeks op kot. De Boma Vleesindustrie zit in de problemen. Boma wil deelnemen aan een handelsmissie naar Japan en lanceert daartoe een nieuwe worst: BomaSushi. Boma maakt echter een slechte indruk tijdens de screening en mag niet mee naar Japan. Maurice moet het tij proberen te keren. Uiteindelijk wordt de missie afgelast omdat deelnemers vergiftigd geraakt waren door de BomaSushi. Het zint Bieke niet dat Marc en Pascale Paulien de hele tijd voor zich opeisen. Bieke en Marc kampen met plaatsgebrek in de loft nu ze een kindje hebben. Marc vindt een oplossing voor dit probleem. Er blijkt zich een dichtgemetselde zolderkamer naast de loft te bevinden, die dienst kan doen als kinderkamer. |           |                              |                    |                  |  |
| 236 | 2         | En dans!                     | Bart Cooreman      | 20 december 2008 |  |
| Carmen wil Xavier, die enkele dagen van huis is voor een legeropdracht, bij zijn thuiskomst verrassen met een paaldansact. De lessen lopen niet van een leien dakje. Er ontstaat ook een misverstand: Fernand denkt dat Maurice, die de danspaal in de slaapkamer van Carmen ging installeren, met haar naar bed is geweest. Het misverstand wordt uitgeklaard. Uiteindelijk raakt Carmen tijdens haar show voor Xavier gewond als de danspaal niet stevig blijkt. Marc is op zoek naar nieuw werk en besluit om deejay te worden. Hij mag in een feestzaal beginnen te werken, maar wordt snel ontslagen. Ook als zelfstandig deejay lukt het niet. |           |                              |                    |                  |  |
| 237 | 3         | Soirée privée                | Bart Cooreman      | 27 december 2008 |  |
| Xavier wil parttime gaan werken bij het leger, tegen de zin van Carmen. Ze is bang dat minder loon ervoor zal zorgen dat niet meer in haar behoeften voorzien kan worden. Pascale en Maurice besluiten om het café een extra dag in de week te sluiten om meer tijd voor zichzelf te hebben. Ze willen een avond in de week aan volksdansen doen, met hun vrienden Peter en Heidi. Door een misverstand denken de Kampioenen echter dat Maurice en Pascale aan partnerruil doen. De andere Kampioenen willen niet dat het café nog een dag gesloten wordt. Xavier moet van Carmen een andere parttime job zoeken: hij wordt, tot zijn grote plezier, mede-uitbater van het café. Paulien houdt Bieke en Marc 's nachts wakker. Pol en Doortje bieden aan om Paulien een nachtje op te vangen, zodat Bieke en Marc nachtrust kunnen inhalen. Bieke en Marc zijn echter zo ongerust over Paulien, dat ze haar na enkele uren al terughalen. |           |                              |                    |                  |  |
| 238 | 4         | Vraag het aan Vertongen      | Wout Thielemans    | 3 januari 2009   |  |
| Marc begint aan zijn nieuwe job als consultant. Hij wordt ingehuurd door Grootjans. Boma ziet dat die daardoor succes krijgt en wil Marc ook inhuren. Uiteindelijk blijkt het een valstrik van Grootjans te zijn. Doortje wordt alternatieve therapeute. Haar klanten hebben echter vreemde ideeën over haar therapieën. |           |                              |                    |                  |  |
| 239 | 5         | Doopfeest                    | Bart Cooreman      | 10 januari 2009  |  |
| Pauliens doopfeest wordt georganiseerd door Pascale, die helemaal los gaat om indruk te maken op Madeleine. Dit tot wanhoop van Bieke die helemaal geen groot doopfeest wil. Alles loopt echter in het honderd, door de schuld van een dronken Doortje, een incontinente Nero die op een antieke zetel plast, een instortende tent en oplichterij van Fernand. De kapper verknoeit het kapsel van Carmen. De situatie wordt nog erger wanneer Carmen haar haar wil kammen, en ze de borstel er niet meer uit krijgt. |           |                              |                    |                  |  |
| 240 | 6         | De nieuwe man                | Bart Cooreman      | 17 januari 2009  |  |
| Doortje en Carmen willen dat hun echtgenoten "nieuwe mannen" worden. Deze situatie blijkt echter niet ideaal. Fernand is het beu om eenzaam te zijn. Hij prijst zichzelf als echtgenoot aan op Radio Hallo. Een zekere Martje reageert op dit bericht. Wanneer ze Fernands kindjes wil zien, geraakt hij in de problemen. Uiteindelijk wil Martje niets meer met Fernand te maken hebben, als duidelijk wordt dat hij haar leugens wijsmaakte. |           |                              |                    |                  |  |
| 241 | 7         | Schwalbe                     | Rudy Morren        | 24 januari 2009  |  |
| Fernand veinst een rugblessure in de hoop dat de Kampioenen hem zullen helpen om een nieuwe, grote lading goederen in het atelier op te slaan. Xavier hangt de ganse tijd in het café uit. Pascale en Carmen vinden dat hij overdrijft. Pascale vreest dat Xavier verliefd op haar geworden is, nu hij zoveel tijd in haar buurt doorbrengt. |           |                              |                    |                  |  |
| 242 | 8         | Tony de pony                 | Knarf Van Pellecom | 31 januari 2009  |  |
| Fernand verkoopt Marc een oude pony (Tony) als "huisdier" voor Paulien, tot ergernis van Bieke. Als blijkt dat Tony mascotte kan worden van een paardenpension en Fernand daarvoor geld denkt te kunnen te krijgen wil hij de pony absoluut terugkrijgen. Uiteindelijk moet Fernand zelf betalen om Tony in het pension te laten logeren. Doortje wil niet dat Pol nog nabesprekingen houdt op café. Pol is het daar niet mee eens en doet er alles aan om Doortje van gedacht te doen veranderen. Uiteindelijk grijpt hij zelfs naar (aangelengde) drank... |           |                              |                    |                  |  |
| 243 | 9         | Op straat!                   | Knarf Van Pellecom | 7 februari 2009  |  |
| Pol en Doortje worden uit hun appartement gezet. Ze gaan op zoek naar een nieuwe woonst. Wanneer ze niet meteen iets vinden, zijn ze verplicht om hulp van Fernand te aanvaarden. Hij brengt hen onder in een oude caravan naast het voetbalveld. Marc krijgt een werkstraf voor een verkeersovertreding. Hij gaat aan de slag op het gemeentehuis, waar hij meerder ongelukken veroorzaakt, tot wanhoop van Maurice. De burgemeester vindt Marc een grappig figuur en neemt hem uiteindelijk zelfs vast in dienst. |           |                              |                    |                  |  |
| 244 | 10        | Hakuna matata                | Carmino D'haene    | 14 februari 2009 |  |
| Pol en Doortje krijgen bezoek van Marie-Josée Sanou, het Plan Internationalkind van Pol. Na een misverstand verlaat Doortje de caravan. Ze krijgt veel kleine ongelukjes en denkt dat ze vervloekt is door de Afrikaanse Marie-Josée. Fernand wil haar, tegen betaling, helpen. Xavier wordt na een grote blunder ontslagen door Pascale. Marc en hij sluiten zich aan bij de lokale brandweer. Maurice leidt hen op. Hun vuurdoop volgt wanneer ze een brandje bij Fernand (die een voodooritueel met vuur uitvoert in de brocantiek) moeten blussen. Uiteindelijk blijkt het brandweerwerk te zwaar voor Xavier en mag hij terug in het café beginnen. |           |                              |                    |                  |  |
| 245 | 11        | De Boma Boulevard            | Bart Cooreman      | 21 februari 2009 |  |
| Boma wil dat er een straat naar hem genoemd wordt (de Balthasar Boma Boulevard), nadat hij vernam dat Grootjans een plein krijgt dat naar hem vernoemd zal worden. Marc, die de commissie die beslist over de straatnamen moet voorzitten, moet Boma daarbij helpen. Uiteindelijk wordt er een kleine wegel tussen de velden naar Boma genoemd. Bieke maakt misbruik van Pascale als babysit voor Paulien. |           |                              |                    |                  |  |
| 246 | 12        | Wie wordt de vrouw van Boma? | Bart Cooreman      | 28 februari 2009 |  |
| Boma heeft een nieuwe uitdaging nodig. Hij wil ingaan op het aanbod van zijn zus Bertha om in een Canada een kwekerij van rendieren uit te baten. De andere Kampioenen zijn tegen dit plan, want Boma wil het veld verkopen als hij vertrekt. Ze willen Boma in België houden door voor hem een echtgenote te zoeken via de wedstrijd "Worstenboer zoekt vrouw" op Radio Hallo. 3 kandidates strijden om de titel van "mevrouw Boma". De winnares blijkt echter reeds een vaste vriend te hebben en nam deel in de hoop een reis te winnen. Boma ontmoet in de brocantiek van Fernand Goedele Decocq. Hij wordt meteen verliefd op haar. Goedele daarentegen is niet gediend van Boma's avances. |           |                              |                    |                  |  |
| 247 | 13        | Love is in the air           | Bart Cooreman      | 7 maart 2009     |  |
| Marcs Bolleke is versleten. Bieke wil een nieuwe, ruimere auto, tegen de zin van Marc. Uiteindelijk koopt Marc een nieuw Bolleke, tot grote ergernis van Bieke. Boma blijft pogingen ondernemen om Goedele te veroveren. Fernand wil voorkomen dat de twee een relatie krijgen en dat Boma bijgevolg in België blijft. Hij wil laten uitschijnen dat Boma Goedele stalkt. Zijn plannetje mislukt. Goedele wil voorgoed komaf maken met Boma. Hij wil echter dat zij hem één zoen geeft. Goedele zwicht en tijdens de kus slaat de vonk over. |           |                              |                    |                  |  |

## Hoofdcast
- Marijn Devalck (Balthasar Boma)
- Loes Van den Heuvel (Carmen Waterslaeghers)
- Johny Voners (Xavier Waterslaeghers)
- Ann Tuts (Doortje Van Hoeck)
- Ben Rottiers (Pol De Tremmerie)
- An Swartenbroekx (Bieke Crucke)
- Herman Verbruggen (Marc Vertongen)
- Danni Heylen (Pascale De Backer)
- Tuur De Weert (Maurice de Praetere)
- Jaak Van Assche (Fernand Costermans)

## Vaste gastacteurs
(Personages die door de reeksen heen meerdere keren opduiken)
- Luk D'Heu (Freddy Van Overloop)
- Ludo Hellinx (Senne Stevens)
- Peter Michel (agent Pol)
- Wouter Van Lierde (agent Jos)
- Sofie Mora (Mimi)
- Fred Van Kuyk (Jean-Luc Grootjans)
- Lea Couzin (Marie-Paule Vertongen)
- Alex Cassiers (Theo Vertongen)
- Leah Thys (Madeleine Dubois-De Backer)
- Michel de Warzee (Jérôme Dubois)
- Hugo Danckaert (Pastoor Engelen)
- Maja Hendrickx (Agnes)
- Stef Van Litsenborgh (agent)
- Machteld Timmermans (Goedele Decocq)
- Peter Van De Velde (Kolonel De Brandt)
- Bart Van Avermaet (Luitenant De Decker)
- Ben Hemerijckx (Fons)

## Scenario
Scenario:
- Bart Cooreman
- Wout Thielemans
- Rudy Morren
- Knarf Van Pellecom
- Carmino D'haene

Script-editing:
- Wout Thielemans
- Heidi Hermans

## Regie
- Johan Gevers

## Productie
- Rik Stallaerts

## Technische info
- Het negentiende seizoen van F.C. De Kampioenen zal worden uitgezonden in het royale 16/9-formaat en High Definition. In een persbericht luidde het dat 'de grasspietjes op het veld, de rimpels van Fernand en de dagschotels van Xavier nog nooit zo scherp in beeld geweest zullen zijn'.